# 진황도로
진황도로(秦皇島路, Jinhwangdo-ro)는 대한민국 서울특별시 강동구 천호동 천호구사거리에서 둔촌동 방아삼거리를 잇는 왕복 2차선 도로이다.

## 유래
서울특별시 강동구의 자매 도시인 중화인민공화국 친황다오시의 비표준 표기에서 유래하였다.

## 역사
- 2001년 4월 23일 : 진황도길(천호구사거리 - 현 양재대로, 1.1 km)로 정해졌다.
- 2009년 7월 10일 : 진황도길과 둔촌동안길(천호대로 - 방아삼거리, 1.3 km)이 진황도로(2.6 km)로 통합되었다.

## 구간
서울특별시 강동구
천호구사거리 - 천호3동 주민센터 - 한림대학교 강동성심병원 - 양재대로 - 천호대로 - GS칼텍스 길동주유소 - 중앙보훈병원 입구 - 강동구 보훈회관 - 방아삼거리
1. ↑  한국 한자음 '진황도'로 읽는 관용을 대한민국 국립국어원은 인정하지 아니 한다.